# نقاب سرنوشت
نقاب سرنوشت (انگلیسی: Fortune's Mask) یک فیلم کمدی صامت کوتاه آمریکایی است که در سال ۱۹۲۲ منتشر شد. از بازیگران این فیلم می‌توان به اولیور هاردی، ارل ویلیامز، آرتور تاوارس، ویلیام مک‌کال، میلتون راس، یوجین فورد، فرانک ویتسون و پتسی روت میلر اشاره کرد.